# FAU
FAU (англ. Ubiquitin-like protein FUBI) – білок, який кодується однойменним геном, розташованим у людей на короткому плечі 11-ї хромосоми. Довжина поліпептидного ланцюга білка становить 74 амінокислот, а молекулярна маса — 7 760.
| 10         |  | 20         |  | 30         |  | 40         |  | 50         |
| ---------- |  | ---------- |  | ---------- |  | ---------- |  | ---------- |
| MQLFVRAQEL |  | HTFEVTGQET |  | VAQIKAHVAS |  | LEGIAPEDQV |  | VLLAGAPLED |
| EATLGQCGVE |  | ALTTLEVAGR |  | MLGG       |  |            |  |            |

A: Аланін

C: Цистеїн

D: Аспарагінова кислота

E: Глутамінова кислота

F: Фенілаланін

G: Гліцин

H: Гістидин

I: Ізолейцин

K: Лізин

L: Лейцин

M: Метіонін

P: Пролін

Q: Глутамін

R: Аргінін

S: Серин

T: Треонін